# Плаун звичайний
Плаун звичайний, плау́н булавоподібний, плаун булавовидний (Lycopodium clavatum L.), місцеві назви — лікоподій, дереза, плаун тощо.

## Опис
Багаторічна, трав'яниста, вічнозелена спорова рослина родини плаунових (Lycopodiaceae) (30-50 см заввишки). Стебло повзуче, довге (до 1 м), вкорінюється, з висхідними короткими пагонами, густо вкритими листками. Стебло й гілочки циліндричні з неправильно дихотомічним галуженням. Листки чергові, відхилені, дрібні, лінійно-ланцетні, загострені в довгий, білий, ламкий волосок, майже цілокраї, серпоподібно зігнуті догори. Спороносні колоски циліндричні (2-4 см завдовжки), зібрані звичайно по два, рідше по три-чотири, на довгих ніжках, на яких рідко розміщені тонкі листочки із зубчастими краями. Спорангії в колосках розміщені у пазухах округлояйцеподібних або трикутно-яйцеподібних споролистків.

## Спосіб життя та поширення
Плаун булавоподібний росте в хвойних та мішаних лісах. Тіньовитривала рослина. Спороносить у липні — серпні. Поширений на Поліссі, в північній частині Лісостепу, у Карпатах.
Загалом, поширений у Південній Америці, Північній Америці, Африці, Європі, Азії.

## Використання
Лікарська, технічна та декоративна рослина. Спори плауна під назвою «лікоподій» широко використовують як натуральну дитячу присипку, у ветеринарії для боротьби з комахами домашніх тварин, у металургії для обсипання форм та у піротехніці для виготовлення феєрверків і бенгальських вогнів. Пагони плауна — для фарбування шерсті в різні відтінки коричневого кольору, а також для виготовлення гірлянд, вінків тощо.
Райони заготівель: Волинська, Житомирська, Рівненська, Львівська, Тернопільська, Чернігівська області, Карпати й Закарпаття. Запаси сировини значні, але останнім часом вони зменшуються у зв'язку з вириванням кущів для декоративних цілей.